# Sonsee Neu
Sonsee Ahray Natascha Neu (Francoforte sul Meno, 4 giugno 1973) è un'attrice tedesca.

## Carriera
Ha lavorato in numerose serie televisive americane, tra cui E.R. - Medici in prima linea con lo pseudonimo di Sonsee Ahray. È anche attrice cinematografica e teatrale.

## Filmografia
- Last Cop - L'ultimo sbirro (Der letzte Bulle), regia di Peter Thorwarth (2019)